# Idiops bonapartei
Idiops bonapartei är en spindelart som beskrevs av Johan Coenraad van Hasselt 1888. Idiops bonapartei ingår i släktet Idiops och familjen Idiopidae.
Artens utbredningsområde är Surinam. Inga underarter finns listade i Catalogue of Life.